# 笹口晃

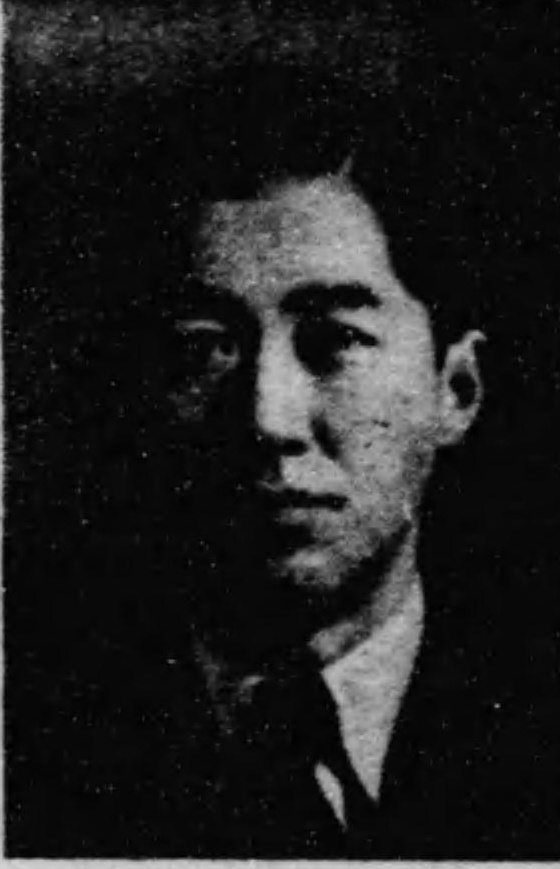
笹口晃

笹口 晃（ささぐち あきら、1904年（明治37年）2月16日 - 1989年（平成元年）3月3日）は、昭和期の実業家、政治家。衆議院議員。

## 経歴
東京府出身。中央大学専門部法律科を中退した。
輸出雑貨製造業を営む。神奈川県製綿工業組合専務理事、全国製綿工業協同組合理事、横須賀商工会議所理事などを務めた。
政界では、横須賀市会議員、神奈川県会議員に選出され、社会大衆党執行委員を務めた。1947年（昭和22年）4月の第23回衆議院議員総選挙で神奈川県第2区から日本社会党公認で出馬して当選し、衆議院議員に1期在任した。この間、社会党神奈川県支部連合会執行委員、原水爆禁止神奈川県協議会常任幹事などを務めた。その後、第27回総選挙まで連続4回立候補したがいずれも落選した。
その他、横浜地方裁判所調停委員、日本モーターボート選手会初代事務局長、社会福祉法人・普仁会理事、北海道医療団理事長、同顧問、台和工業顧問などを務めた。

## 親族
- 長男 笹口穣（ニコン常務）[1]